# Grasmere
Grasmere è un villaggio e una famosa destinazione turistica, nel centro del Lake District. Prende il nome dal vicino lago ed associato con i Lake Poets. Il poeta William Wordsworth, che visse a Grasmere per quattordici anni, lo descrive come "la più splendida località che uomo abbia mai trovato".
Prima del 1974, Grasmere si trovava nell'antica contea di Westmorland, ma oggi è parte della contea di Cumbria.

## Geografia fisica

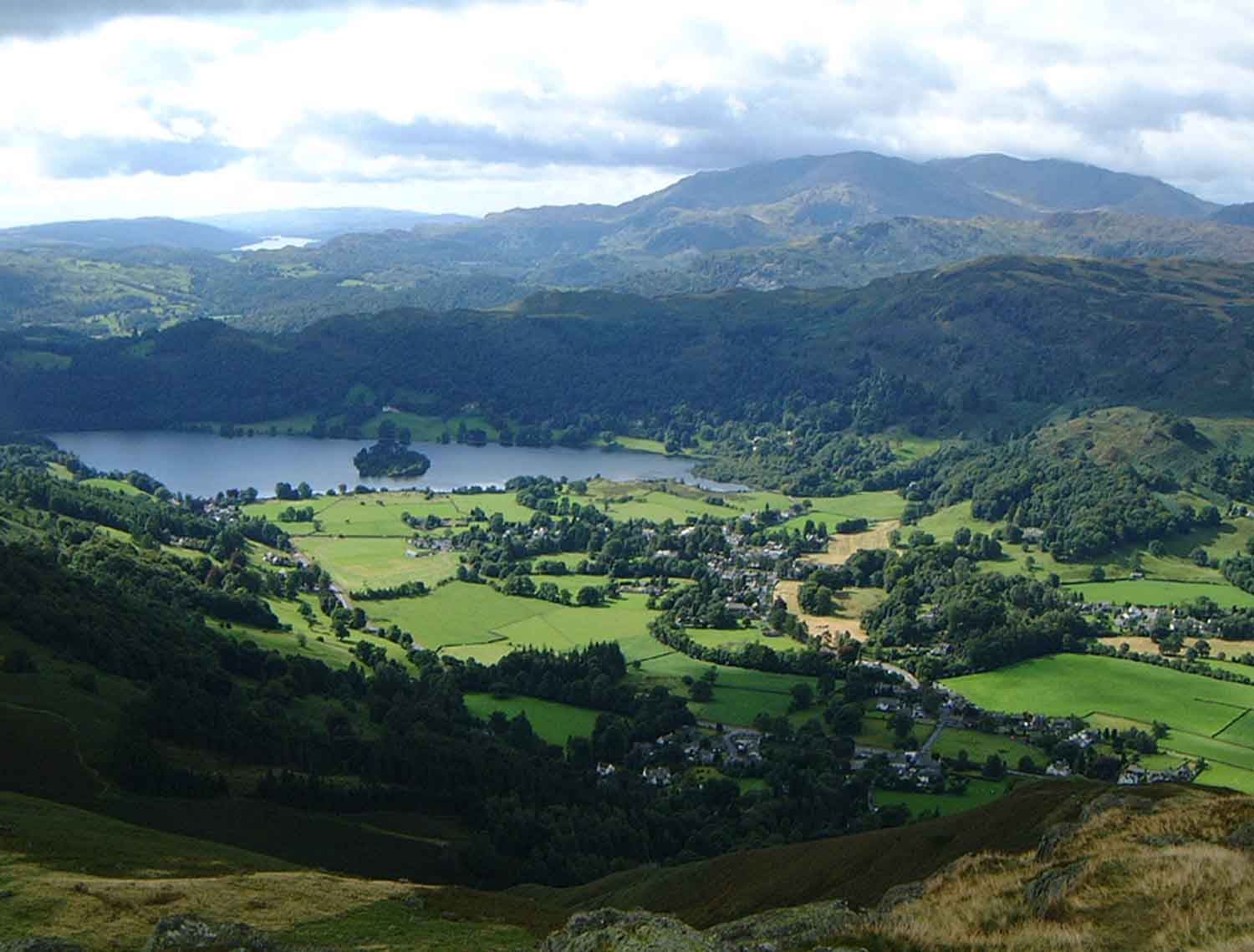
Il villaggio di Grasmere e il lago visti dalla caduta di Arthur Stone

Il villaggio è dominato dalla piccola collina rocciosa di Helm Crag, volgarmente nota come Il Leone e l'Agnello o Vecchia Signora al Piano, dipende dalla parte in cui lo si guarda. Questi nomi derivano dalla forma delle formazioni rocciose sulla sua cima.
Ad appena un minuto dal centro cominciano molte interessanti passeggiate, inclusa la vecchia risalida all'Helm Crag o un percorso più lungo per Fairfield. Il villaggio fa anche parte del percorso Coast to Coast Walk di Alfred Wainwright.
La A591 connette Grasmere a nord attraverso Dunmail Raise fino alla Valle di Keswick e a sud verso Ambleside. Diversamente, Grasmere è interamente circondato da alture. Verso ovest, una lunga catena arriva giù da High Raise e contiene le altezze minori di Blea Rigg e Silver How. Verso est, Grasmere è delimitata dalla catena di Fairfield horseshoe.

## Eventi tradizionali

### Rushbearing

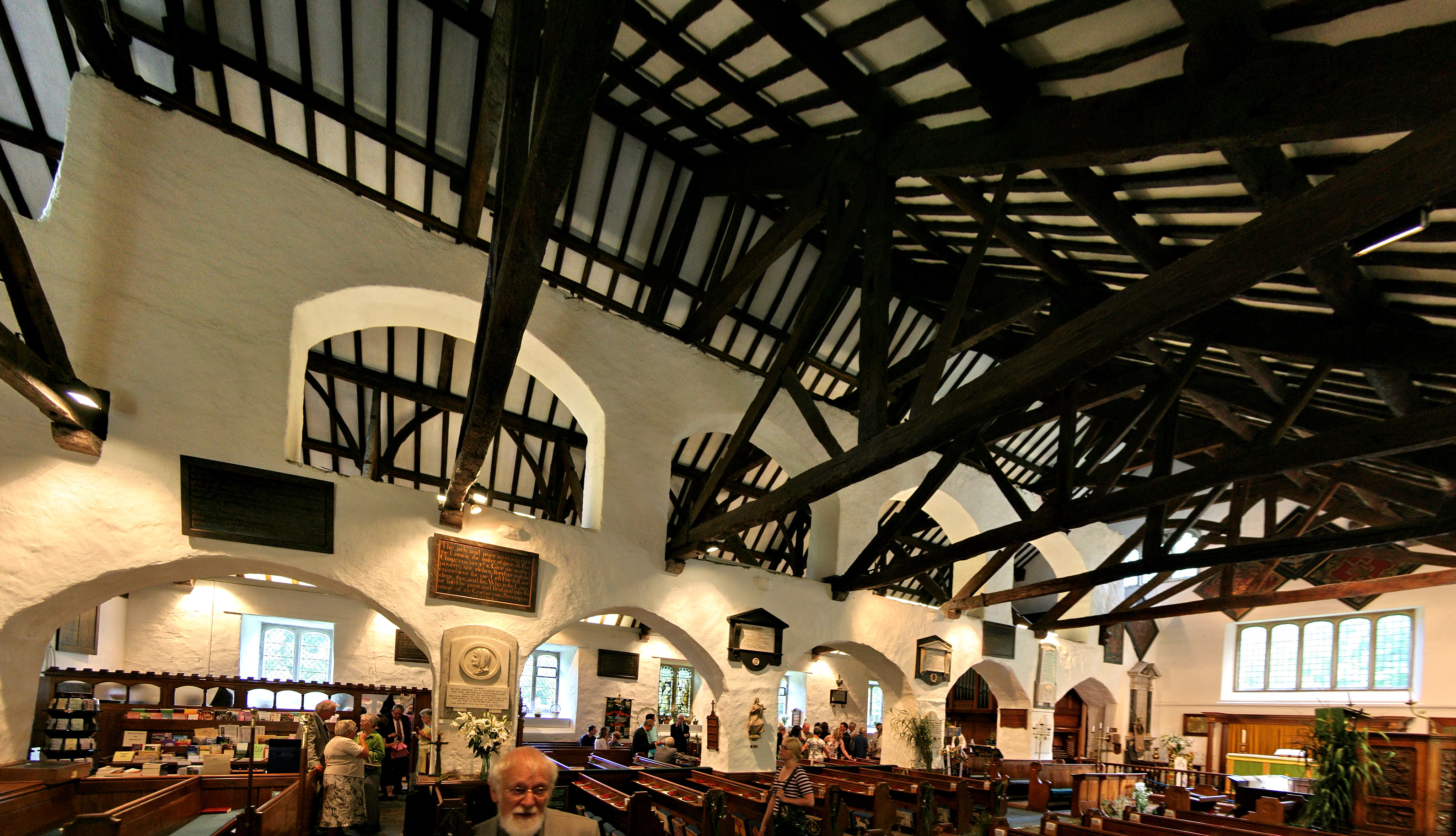
La chiesa di St Oswald, decorata per il Rushbearing Day

La famosa Rushbearing Ceremony ha origini antiche. La cerimonia moderna è un evento annuale che ospita una processione attraverso il villaggio con cuscinetti di fiori e giunchi. In questa processione ci sono sei Maids of Honour (damigelle d'onore), una banda di ottoni, il coro della chiesa, e chiunque voglia partecipare portando il proprio cuscinetto decorato.

### Attività sportive
Il festival annuale degli sport si tiene ad agosto e fu inaugurato nel 1852. È l'evento principale del calendario del paese e uno degli eventi tradizionali più popolari del Lake District. I partecipanti si sfidano in diversi sport, tra cui Cumberland Wrestling, fell running e hound trails (simile al drag hunting).

## Governo
L'antica parrocchia civile fu governata per un periodo da un concilio urbano, prima di entrare a far parte della Lakes UDC nel 1934. Al momento Grasmere è rappresentata dai liberal democratici sia nel concilio del distretto che in quello della contea, sia a Westminster. Grasmere ha visti diminuire la sua popolazione sin dal 1960.